# Frane Matošić
Frane Matošić, né le 25 novembre 1918 à Split et mort le 29 octobre 2007 dans la même ville, est un footballeur et entraîneur yougoslave.

## Biographie
En tant qu'attaquant, Frane Matošić est international yougoslave à seize reprises (1938-1953) pour six buts inscrits. Il fait partie des joueurs sélectionnés pour les JO 1948, mais il ne joue aucun match. Il remporte néanmoins la médaille d'argent.
Il fait ses classes avec l'Hajduk Split et doit aller au BSK Belgrade pour faire son service militaire obligatoire. Il s'expatrie pendant la guerre en Italie, une saison à l'AC Bologna. Il remporte des championnats croates et yougoslaves et est récompensé du titre de meilleur buteur du championnat yougoslave en 1949 avec dix-sept buts.
En tant qu'entraîneur, il dirige deux clubs de Split (Hajduk Split et RNK Split) et la sélection tunisienne. Il remporte une D2 yougoslave en 1960, et termine troisième de la CAN 1962.

## Palmarès

### En tant que joueur
- Jeux olympiques
  - Médaille d'argent en 1948
- Championnat de Croatie de football
  - Champion en 1941 et en 1946
- Championnat de Yougoslavie de football
  - Champion en 1950, en 1952 et en 1955
  - Vice-champion en 1937, en 1948 et en 1953
- Coupe de Yougoslavie de football
  - Finaliste en 1953 et en 1955
- Meilleur buteur du championnat croate de football
  - Récompensé en 1946
- Meilleur buteur du championnat yougoslave de football
  - Récompensé en 1949

### En tant qu'entraîneur
- Championnat de Yougoslavie de football D2
  - Champion en 1960
- Coupe d'Afrique des Nations de football
  - Troisième en 1962